# Роберто Манчини
Роберто Манчини (на италиански: Roberto Mancini) е италиански футболен треньор и бивш футболист.
През периода 2004 – 2008 г. е начело на отбора на Интер, а през септември 2013 отива в Турция, за да е начело на Галатасарай. От 14 май 2018 г. е треньор на Италия.

## Кариера

### Клубна кариера
През своята бляскава кариера дългокосият футболист е играл за отборите на Болоня, Сампдория, Лацио и Лестър Сити. Най-запомнящи са неговите изяви със състава на Сампдория. Манчини заформя безпощадно нападателно дуо с Джанлука Виали, като двамата извеждат „моряците“ до тяхната единствена титла през 1991 г. В допълнение на това отборът печели и четири купи на Италия и Купата на носителите на национални купи през 1990 г. Може би върхът на този „златен“ за „сините“ от Генуа период е достигането до финал за Купата на европейските шампиони през 1992 г., злощастно загубен от Барселона с 0:1. Със своите отбелязани 173 гола за Сампдория, Манчини е начело на голмайсторската класация на отбора за всички времена. След това момчето от Йези преминава в Лацио, с който става за втори път шампион през 2000 г., печели отново Купата на носителите на национални купи през 1999 г., и още две купи на Италия – през 1998 и 2000 г.

### Национален отбор
Въпреки успехите си на клубно ниво Манчини никога не е бил първи избор за националния отбор. През цялата си кариера той облича националната фланелка 36 пъти и бележи 4 гола. Манчини участва на Световното първенство през 1990 г. в своята родина (3-то място) и на Евро 1988.

## Треньорска кариера
След като се отказва от футбола, Манчини ръководи като треньор последователно отборите на Фиорентина (2001 – 2002 г.), Лацио (2002 – 2004 г.). Като наставник Роберто също постига много и може да се похвали с три титли на Италия (2006, 2007 и 2008 г.), четири национални купи (2001, 2004, 2005 и 2006 г.), както и с две Суперкупи на Италия (2005 и 2006 г.). В периода, в който води Манчестър Сити, спечелва по веднъж Висшата лига, ФА Къп и Къмюнити Шийлд. През 2014 извежда Галатасарай до триумф в турнира за Купата на Турция.

## Успехи

### Като футболист
Сампдория
- Шампион на Италия (1): 1990/91
- Носител на Купата на Италия (4): 1984/85, 1987/88, 1988/89, 1993/94
- Носител на Суперкупата на Италия (1): 1991
- Носител на Купата на носителите на купи (1): 1989/90

 Лацио
- Шампион на Италия (1): 1999/2000
- Носител на Купата на Италия (2): 1997/98, 1999/2000
- Носител на Суперкупата на Италия (1): 1998
- Носител на Купата на носителите на купи (1): 1998/99
- Носител на Суперкупата на УЕФА (1): 1999

### Като треньор
Фиорентина
- Носител на Купата на Италия (1): 2000/01

 Лацио
- Носител на Купата на Италия (1): 2003/04

 Интер
- Шампион на Италия (3): 2005/06, 2006/07, 2007/08
- Носител на Купата на Италия (2): 2004/05, 2005/06
- Носител на Суперкупата на Италия (2): 2005, 2006

 Манчестър Сити
- Шампион на Англия (1): 2011/12
- Носител на ФА Къп (1): 2010/11
- Победител в Къмюнити Шийлд (1): 2012

 Галатасарай
- Носител на Купата на Турция (1): 2013/14